# Gennadi Sarafanov
Gennadi Vasiliyevich Sarafanov (Russo: Геннадий Васильевич Сарафанов), (Sinenkie (Oblast de Saratov), 1 de Janeiro de 1942 — Leonikha (Oblast de Moscovo, 29 de Setembro de 2005) foi um cosmonauta soviético que voou na missão Soyuz 15, em 1974. Esta missão foi projetada para acoplar com a estação espacial Salyut 3, mas falhou em fazê-lo após o mau funcionamento do sistema de acoplamento.
Sarafanov foi graduado pela academia da Força Aérea Soviética e mantinha a graduação militar de Coronel.
Ele fez um único voo espacial antes de ser retirar do programa espacial em 1986 e começar a dar aulas em tecnologia.

## Referência
1. 1 2 3 4 5 6 7 8 9  «Cosmonaut Biography: Gennadi Sarafanov». www.spacefacts.de. Consultado em 1 de outubro de 2020